# 謝沈智慧
謝沈智慧（英語：TSE CHING Adriana Noelle，1966年—），香港區域法院法官，同時為國安法指定法官。曾審理多宗矚目案件，判案以嚴厲見稱，有「釘官」稱號。

## 背景
1989年於倫敦大學英皇學院取得法學士學位，1990年完成香港大學非本校生大律師公會期終試。1990年及1991年分別在英國及香港獲大律師資格，1991年起私人執業，直至2002年獲委任為常任裁判官。2019年8月20日起任區域法院法官。
沈智慧父親為已故大法官沈澄、母親是二十世紀五六十年代粵語片明星白露明。

## 判決

### 警司貪取食店折扣案
曾兩任警務處長副官月入逾8萬元的警司黃冠豪，3次不避嫌光顧有份審批酒牌的食店，貪取食店折扣。經審訊後被裁定公職人員行為失當罪成，被判囚1年。裁判官沈智慧怒斥黃令警隊蒙羞，又批評他「警員不要經常犯了事上來法庭，就說出了多少力服務社會，他們不是免費服務社會，They are well paid for it！」。辯方呈上60多封撰寫人包括前高級助理警務處長、中聯辦保安科及美國駐港總領事館等的求情信及嘉許信，裁判官表示，好的求情信一封便夠。

### 「批踭OL」案
2013年，灣仔及銅鑼灣街頭出現一名中年女子，常與路上男途人發生碰撞，並即指對方施襲非禮，同時用手機拍下過程，上載社交網站，被稱為「批踭OL」。該女子於一次同類事件中被控傷人受審，網民大為留意。但審訊期間證人供詞互有矛盾，擔任裁判官的沈智慧因此判被告罪名不成立。被告獲悉罪脫後即說：「多謝法官大人！」沈智慧卻以嚴詞訓示：「判你冇罪唔代表你冇做過！」她指被告用手機四處拍攝，已是罔顧他人，行為十分可疑，叫她好自為之，並明言「我唔係咁情願判你罪名不成立」。網民對沈智慧的判詞大加讚賞。

### 西灣河開槍案
西灣河開槍事件中被警員開槍擊中的青年周柏均，被裁定全部罪名成立。區域法院法官謝沈智慧裁決，雖然周柏均手無寸鐵但行為激發他人，警員開槍完全合理。

### 郭超群貪污案
涉及德信學校前校長郭超群與勤舍學習中心董事彭詠嫺。2025年4月，區域法院法官謝沈智慧裁定兩人公職人員行為失當罪成，案情指郭隱瞞42萬港元財務利益，並透過WhatsApp洩露學校試題予補習社。關鍵證據包括彭收到試題後回覆"好幸福有你"的訊息，以及兩人親密關係證明。法官謝沈智慧批評郭的行為"令教育界蒙羞"。案件押後至2025年7月判刑。